# أوفي روزنبرغ
أوفي روزنبرغ (بالألمانية: Uwe Rosenberg)‏ (و. 1970 – م) هو مصمم ألعاب من ألمانيا . ولد في آوريش .

## أعمال بارزة
من أهم أعماله:
- Agricola.

## جوائز
حصل على جوائز منها:
- Spiel des Jahres
- Deutscher Spiele Preis.